# 줄스 르블랑
줄리아나 그레이스 르블랑(Julianna Grace LeBlanc, 2004년 12월 5일 ~ )은 미국의 유튜버, 배우, 가수, 전직 체조 선수이다.